# Morte di una carogna
Morte di una carogna (Mort d'un pourri) è un film del 1977 diretto da Georges Lautner.

## Trama
Xavier Maréchal, nonostante i suoi legami con il deputato Philippe Dubaye, è un uomo onesto. Un giorno, però, quando Philippe gli confessa di avere ucciso il collega Serrano, per amicizia si presta a fornirgli un alibi per quel giorno. Ma il vero movente del delitto compiuto da Philippe è il taccuino sul quale l'astuto e corrotto Serrano ha annotato tutti gli illeciti in cui si è trovato coinvolto e i nomi delle persone. La caccia al taccuino diviene sempre più frenetica e costa la vita prima a Philippe, poi a sua moglie Christiane e al suo amante, l'avvocato Lacor. Xavier viene avvicinato da Valérie Agostinelli, l'amichetta di Dubaye, e finisce per trovarsi tra l'incudine (un misterioso Presidente d'una organizzazione di estremisti, Nicola Tomsky, l'equivoco capo di una potentissima multinazionale, il cinico tirapiedi Fondari) e il martello (gli ispettori di polizia Adrian Morot e Pernais, che continuano a pedinarlo). Gli si offrono grosse somme e si attenta alla sua vita. La stessa Valérie viene assassinata. Deciso a fare luce sulla morte del'amico Philippe, Maréchal individua l'assassino e capisce che il taccuino deve in ogni modo arrivare nelle mani della giustizia.